# Hôpital militaire

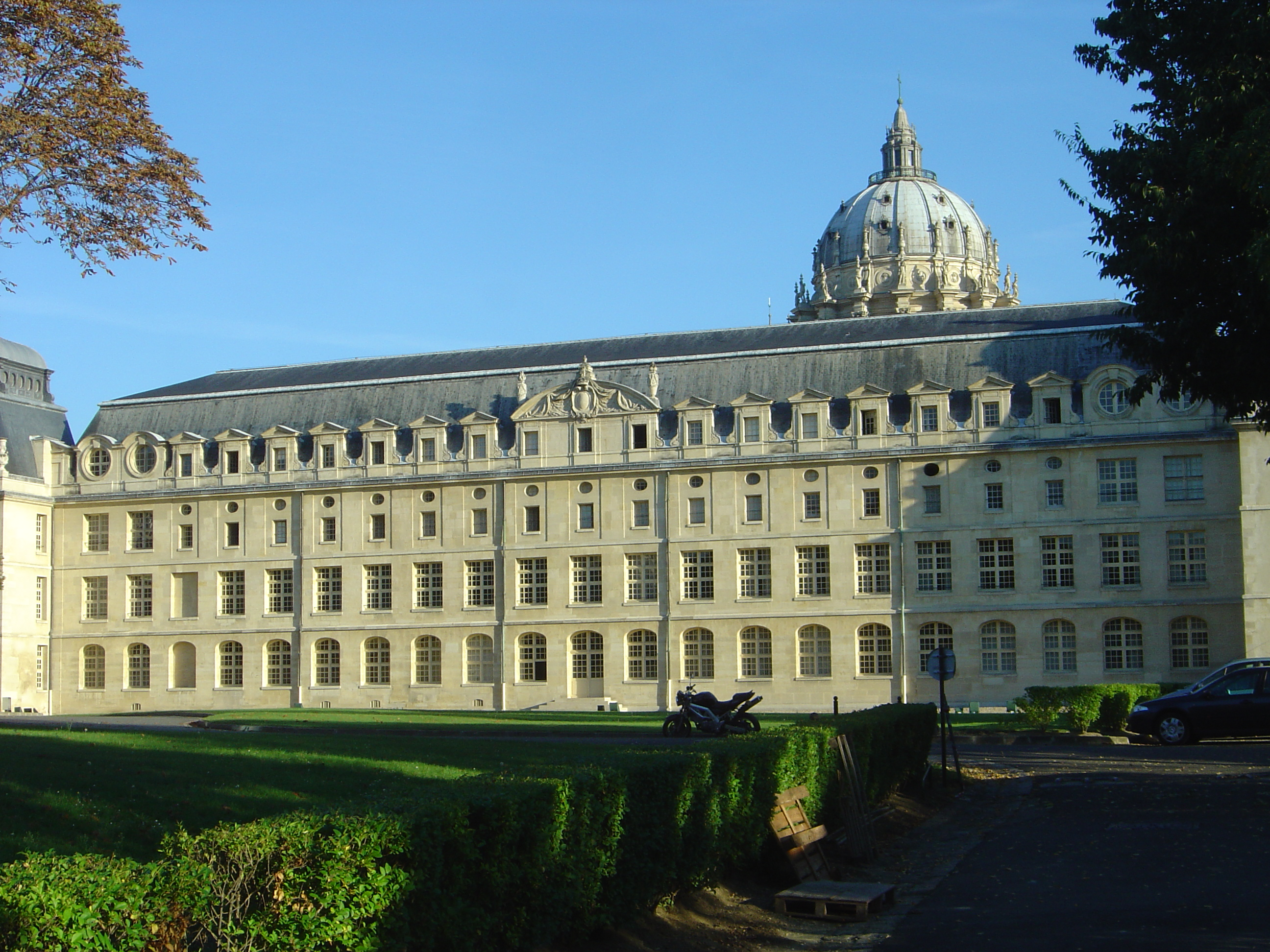
Les anciens bâtiments du Val-de-Grâce, à Paris.

Un hôpital militaire est un hôpital sous tutelle d'une armée ou d'un ministère des Armées et dont la vocation première est de soigner les militaires et anciens militaires. Ils sont établis en ville ou sur une base militaire et aussi à proximité du champ de bataille. Les hôpitaux de marine sont généralement situés dans des villes côtières. Des hôpitaux mobiles sont aménagés sur les navires-hôpitaux en mer.
Certains civils sont envoyés en hôpital militaire pour des blessures similaires aux blessures de guerre.

## Afrique

### Afrique du Nord
- Hôpital militaire d'Aïn Naadja à Alger (Algérie)
- Hôpital militaire Mohammed V de Rabat
- Hôpital militaire de Tunis
- Hôpital militaire de Marsa Matruh (Égypte)

### Afrique subsaharienne
- Hôpital militaire d'Abidjan
- Hôpital principal de Dakar
- Hôpital central des armées Pierre Mobengo, Brazzaville
- Hôpital militaire d'Antsiranana (Diego Suarez), Madagascar
- Centre hospitalier de Soavinandriana, Antananarivo, Madagascar

## Asie

### Afghanistan
- Hôpital militaire Daoud Khan

## Europe
- Hôpital Queen Elizabeth de Birmingham au Royaume-Uni.
- Hôpital central de la défense Gómez Ulla à Aluche en Espagne.
- Polyclinique militaire Celio à Rome en Italie.
- Centre médical régional de Landstuhl ou Landstuhl Regional Medical Center (LRMC), hôpital de l'US Army en Allemagne.

### Belgique
- Hôpital militaire Reine Astrid de Neder-Over-Heembeek (Bruxelles)
- Hôpital militaire Saint-Laurent à Liège (voir Abbaye Saint-Laurent de Liège)

### France
En France, les hôpitaux de la Marine et les hôpitaux de l'Armée ont été regroupés sous la dénomination d'hôpitaux d'instruction des armées (HIA). Ils dépendent du Service de santé des armées.

#### Anciens hôpitaux militaires

##### en Métropole et outre-mer
Auvergne-Rhône-Alpes

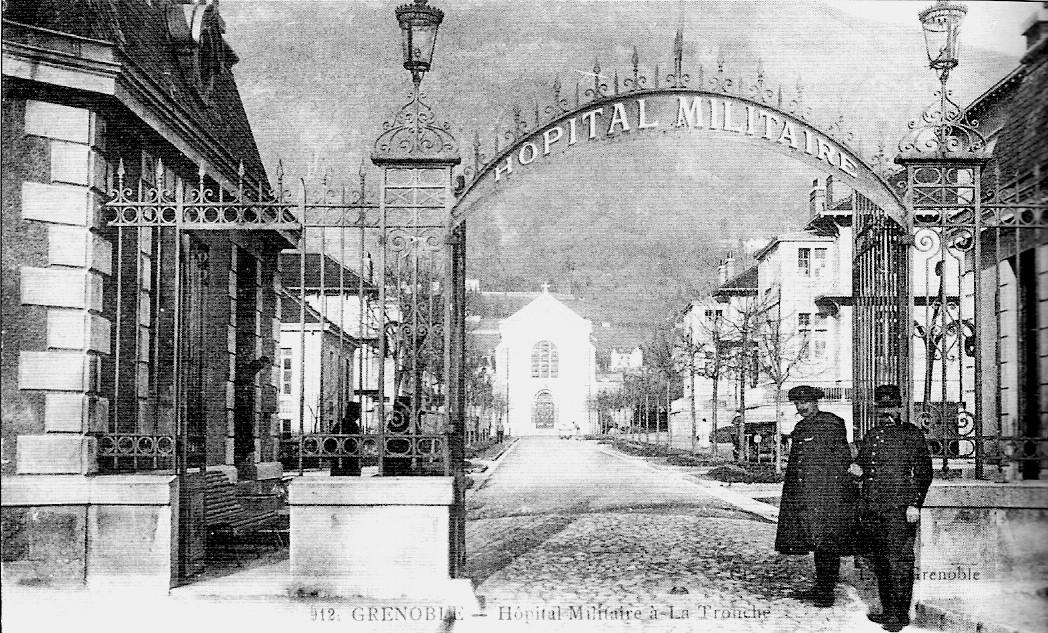
L'hôpital militaire de Grenoble en 1916.

- Hôpital des armées Émile-Pardé à Grenoble
- Hôpital militaire Villemanzy à Lyon
- Hôpital thermal des armées François-Maillot à Vichy

Bourgogne-Franche-Comté
- Hôpital des armées Hyacinthe-Vincent à Dijon

Bretagne
- Hôpital des armées Calmette à Lorient
- Hôpital des armées Ambroise-Paré à Rennes

Centre-Val de Loire
- Hôpital des armées Baudens à Bourges

Corse
- Hôpital des armées Rosagutti à Bastia

Grand Est
- Hôpital militaire de Bitche
- Hôpital des Armées Victor Baur de Colmar : fermeture en 1994
- Hôpital militaire et bourgeois de Haguenau
- Hôpital militaire de Mulhouse, structure temporaire ayant fonctionné pendant la pandémie de Covid-19
- Hôpital Sédillot à Nancy
- Hôpital militaire de Sarrebourg : devenu infirmerie de garnison puis démolition de certains bâtiments en 2012[1]
- Hôpital militaire Gaujot de Strasbourg, devenu une cité administrative en 1946
- Hôpital militaire Lyautey de Strasbourg : 415e hôpital chirurgical d'évacuation mobile en 1945 puis hôpital des armées, hôpital régional des armées en 1980, centre hospitalier des armées en 1986[2], fermeture en 1999
- Hôpital militaire Gama de Toul

Hauts-de-France
- Hôpital des armées Scrive à Lille

Île-de-France
- Hôpital Villemin à Paris

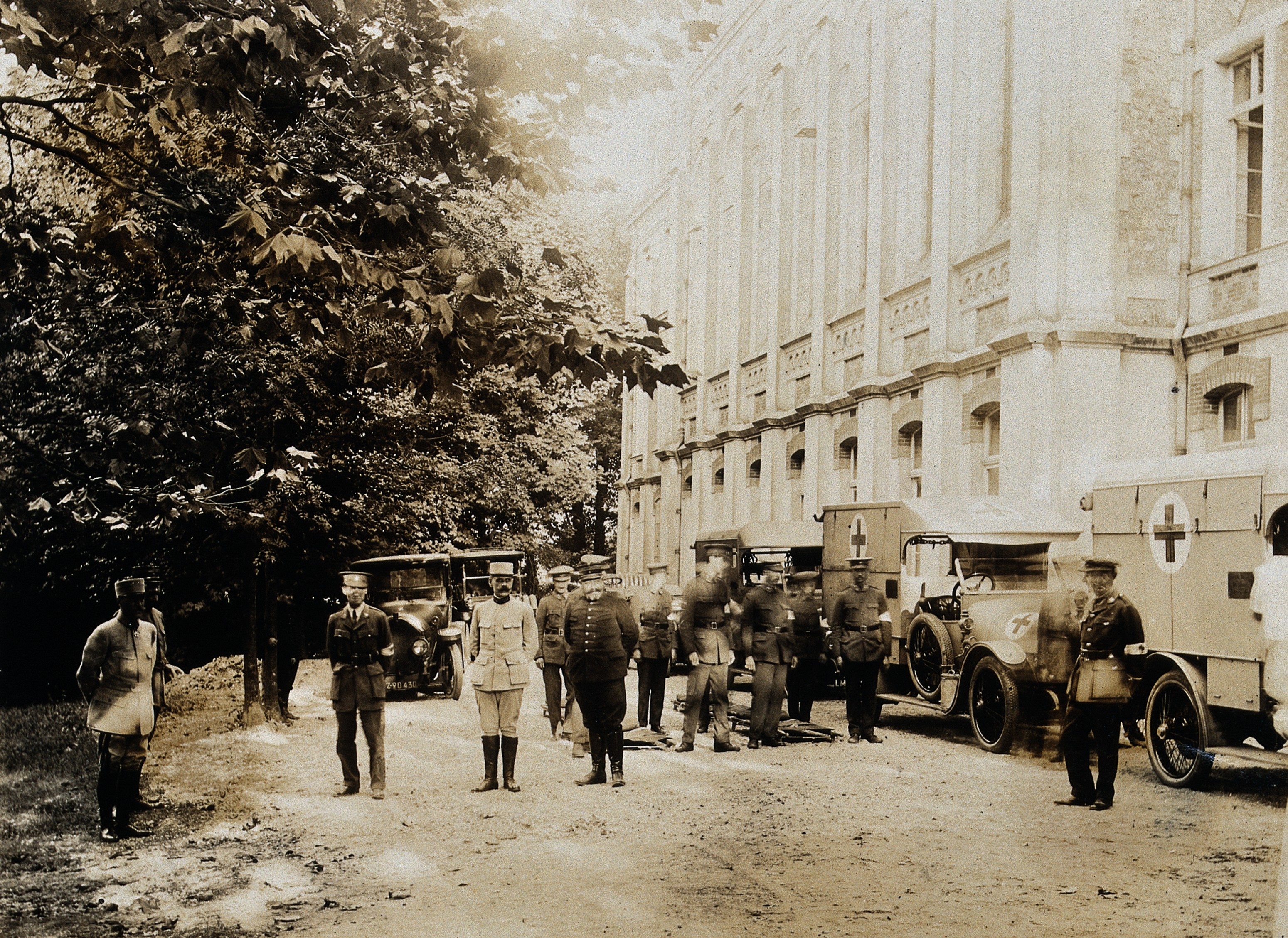
L’hôpital militaire de Ris-Orangis en 1916.

- HIA Val-de-Grâce à Paris, fermé en 2016[3]
- Centre hospitalier de Saint-Denis
- Hôpital d'instruction des armées Dominique-Jean Larrey à Versailles
- Hôpital militaire de Vincennes

Normandie
- Hôpital des armées René-Le Bas à Cherbourg

Nouvelle-Aquitaine
- Hôpital de la Marine de Rochefort

Occitanie
- Hôpital thermal des armées d'Amélie
- Hôpital des armées Hippolyte-Larrey à Toulouse

Pays de la Loire
- Hôpital militaire Broussais à Nantes
- Hôpitaux militaires de Nantes sous la Révolution

Provence-Alpes-Côte d'Azur
- Hôpital des armées Jean-Louis à Fréjus
- Hôpital Michel-Lévy à Marseille

Guadeloupe
- Hôpital militaire du Camp Jacob à Saint-Claude, Guadeloupe

Guyane
Martinique
- Hôpital militaire Saint Jean-Baptiste à Saint-Pierre

Mayotte
Réunion

##### Dans les possessions et colonies françaises
Des hôpitaux militaires français ont aussi été établis dans les possessions ou colonies françaises (Alger, Dakar, Djibouti, Indochine (Saigon), Tananarive, Papeete…)
Exemple : Hôpital militaire Grall, 14 rue La Grandière à Saigon.

##### Hôpitaux des Forces françaises en Allemagne
- Berlin : hôpital Louis-Pasteur.
- Bühl : hôpital Francis-Picaud.
- Coblence : hôpital Andrè Curtillat-Lazarat.
- Donaueschingen : hôpital Henri-Loinger.
- Fribourg-en-Brisgau : hôpital Alain-Limouzin.
- Landau : hôpital Émile-Fournier.
- Trèves : hôpital André Genet.
- Tübingen : hôpital Émile-Roux.

#### Hôpitaux militaires actuels
En 2018, il existe en France huit hôpitaux d'instruction des armées :
- HIA Legouest à Metz (Moselle)
- HIA Bégin à Saint-Mandé (Val-de-Marne)
- HIA Percy à Clamart (Hauts-de-Seine)
- HIA Clermont-Tonnerre à Brest (Finistère)
- HIA Desgenettes à Lyon (Rhône)
- HIA Robert-Picqué Villenave-d'Ornon (Gironde)
- HIA Laveran à Marseille (Bouches-du-Rhône)
- HIA Sainte-Anne à Toulon (Var).

Les armées françaises disposent également d'une structure sanitaire quasiment comparable à un hôpital à Djibouti : le groupement médico-chirurgical de Bouffard.
Par ailleurs, depuis juillet 2009, une structure hospitalière militaire multinationale fonctionne près de Kaboul en Afghanistan, avec un équipement et une direction relevant du Service de santé des armées françaises.
Les hôpitaux militaires ne sont plus[Depuis quand ?] réservés aux militaires et aux patients liés aux activités militaires : ils accueillent maintenant[Quand ?] tous les assurés sociaux civils. En 2009, les hôpitaux militaires des armées étaient dotés d'un budget total de 800 millions et ont réalisé un déficit de 281 millions d’euros. L'article 11 de la loi n°2002-73 du 17 janvier 2002 dite de modernisation sociale a véritablement formalisé cette ouverture vers le secteur civil : « outre leur mission prioritaire de soutien sanitaire des forces armées [... les HIA] concourent au service public hospitalier » et « dispensent des soins remboursables aux assurés sociaux ». Cette ouverture était déjà en partie effective du fait de la fin de l'armée de circonscription obligeant budgétairement l'Armée a étendre son activité médicale à une population plus large et parce que certains hôpitaux militaires étaient largement ouverts au secteur civil, par exemple dans le domaine de l'urgence, jusqu'à servir de référent dans des spécialités particulières telles que les brûlés : ainsi, l'hôpital Sainte-Anne de Toulon, disposait antérieurement du seul service de neurochirurgie du Var et était à ce titre un support incontournable du service public

### Russie
- Hôpital militaire Nikolaï Bourdenko à Moscou.

## États-Unis

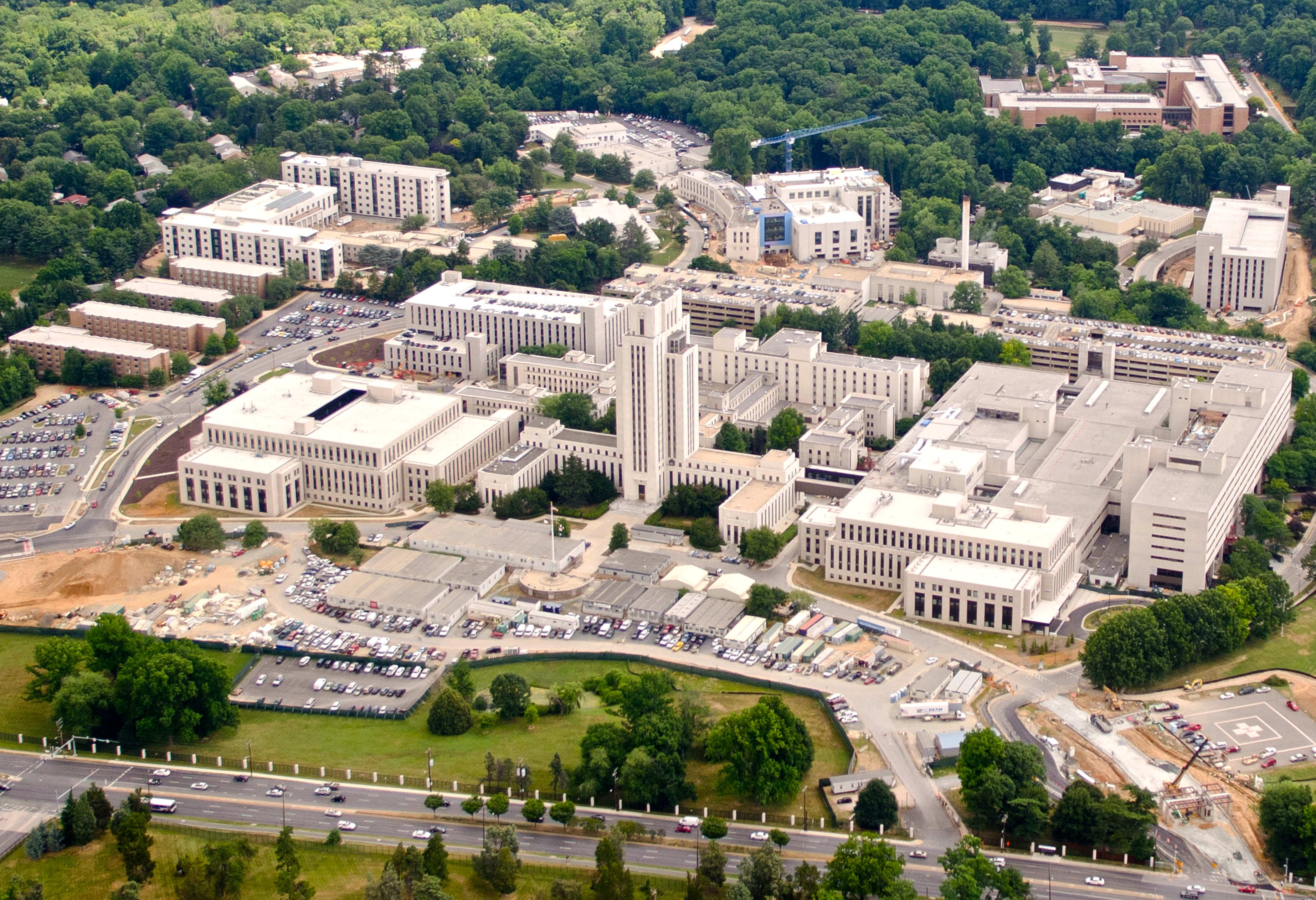
Hôpital militaire Walter-Reed (États-Unis).

- WRAMC, Centre national médical militaire Walter-Reed à Bethesda (Maryland).
- Centre médical militaire Womack à Fort Bragg (Caroline du Nord).
- Centre médical militaire Eisenhower à Augusta (Géorgie).
- Centre de santé fédéral Captain James A. Lovell à North Chicago (Illinois).
- Fort Detrick à Frederick (Maryland).